# Noordschote

Noordschote é uma vila e deelgemeente do município belga de Lo-Reninge. Em 1 de Janeiro de 2006, tinha 356 habitantes e 10,55 km². Na localidade existe a igreja de São Barnabé em estilo gótico, construída em 1498.